# Saint-Isidore-de-Clifton
Saint-Isidore-de-Clifton es un municipio canadiense situado en la provincia de Quebec.

## Superficie
Saint-Isidore-de-Clifton tiene una superficie de 176,94 km².

## Demografía
En 2021, tenía 673 habitantes, una densidad poblacional de 3,8 hab./km², y 353 viviendas.